# Кондратов, Владислав Юрьевич
Владислав Юрьевич Кондратов (род. 16 сентября 1971, Москва, РСФСР, СССР) — советский и российский баскетболист. Рост — 204 см. Форвард. Мастер спорта России международного класса.

## Карьера
Лучший снайпер российской Суперлиги за 1994—99 года.

## Достижения
- Серебряный призёр чемпионата Европы: 1993.
- Чемпион России: 1992, 1993, 1994.
- Бронзовый призёр чемпионата России: 1996.